# 周一棟
周一棟（？年—？年），字雲木，號柱明，河南卫辉府新乡县人。明末政治人物。

## 生平
天啓七年（1627年）丁卯科河南乡试舉人，崇祯四年（1631年）辛未科进士。刑部观政，五年授行人司行人，十年升吏部稽勋司主事，再升验封司员外郎，给假归里。与獲嘉人贺仲轼是好友，贺的儿子被诬陷入狱，周一栋帮忙解救，周去世时，贺則扶杖哭吊。